# Peixe Abissal (filme)

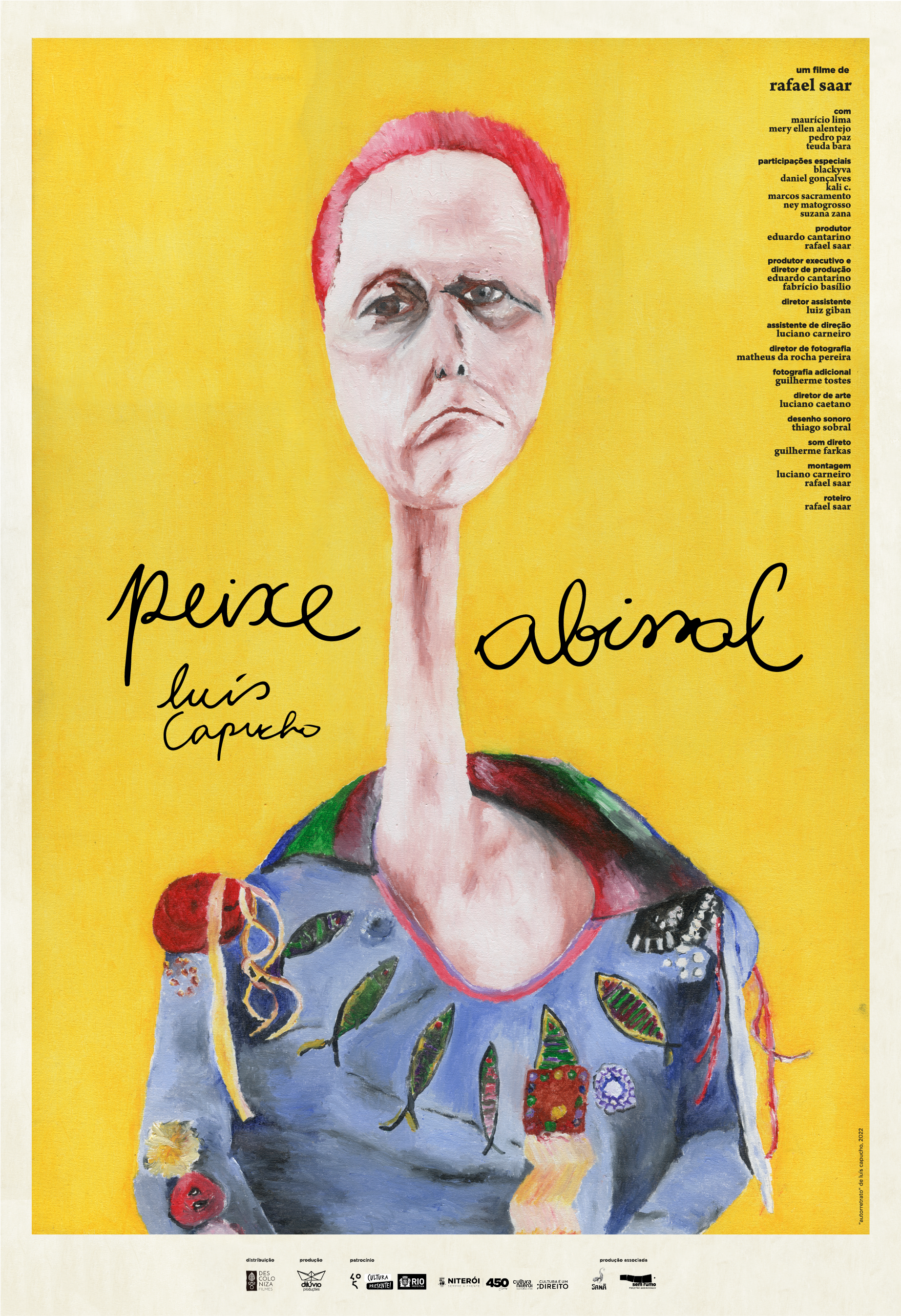
Cartaz de "Peixe abissal"

Peixe Abissal é um filme experimental biográfico longa-metragem (110 minutos) sobre o artista Luís Capucho dirigido por Rafael Saar.

## Festivais
- Mostra de Cinema de Tiradentes, 2023, Brasil[2]